# Kitzbühel
Kitzbühel er en østrigsk by beliggende i delstaten Tyrol ca. 100 km øst for Innsbruck midt i Kitzbühel-alperne. Den er kendt internationalt som et af de mest betydningsfulde skisportsteder i Østrig.

## Personer fra byen
- Georg Grünwald (1490-1530), reformator
- Benedikt Anton Aufschnaiter (1665–1742), Komponist
- Peter Aufschnaiter (1899–1973), bjergbestiger
- Toni Sailer (1935-2009), skiløber og filmskuespiller
- Hansi Hinterseer (1954-), skiløber og sanger
- Markus Gandler (1966-), skiløber
- Eva Ganster (1978-), skispringer
- Andreas Hölzl (1985-), fodboldspiller
- Lukas Hinterseer (1991-) fodboldspiller

## Venskabsbyer
- Greenwich, siden 1961
- Yamagata, siden 1963
- Sun Valley, siden 1967
- Sterzing, siden 1971
- Rueil-Malmaison, siden 1979
- Bad Soden am Taunus, siden 1984